# Ханыков, Пётр Иванович
Пётр Иванович Ханыков (1743—1813) — адмирал русского флота.

## Биография
Родился 14 (25) декабря 1743 года. В 1759 году поступил в Морской кадетский корпус и в 1760 году произведён в гардемарины, а 6 мая 1762 года — в мичманы. В этот период находился в плаваниях в Балтийском море и участвовал в Кольбергской экспедиции.
Затем был послан в Англию для изучения морской практики и до 1765 года служил волонтёром на судах английского королевского флота. На английских военных судах посетил Северную Америку и Испанию.
После возвращения 29 апреля 1766 года произведён в чин поручика.
В 1770 году участвовал в Морейской операции, в Чесменском сражении и блокаде Дарданелл.
В 1772 году участвовал в десанте контр-адмирала Самуила Грейга под крепостью Чесма.
27 июля 1773 года награжден орденом Св. Георгия 4 степени за отличие. (Общий морской список. Часть 5. Стр. 448).
26 апреля 1776 года произведён в чин в капитан-лейтенанта, а 7 января 1778 года — в чин капитана 2-го ранга и был назначен командовать 66-пушечным кораблём «Твердый». В 1779 году командовал 32-пушечным фрегатом «Наталия».
1 января 1781 года произведён в чин капитана 1-го ранга.
С 1781 года был членом масонской ложи «Нептуна к надежде» в Кронштадте, которой руководили Спиридов, Алексей Григорьевич и Грейг, Самуил Карлович.
С 1783 по 1785 годы состоял командующим Каспийской флотилией.
В 1786—1788 годах командовал 100-пушечным кораблём «Саратов».
22 сентября 1787 года произведён в чин капитана генерал-майорского ранга.
14 апреля 1789 года произведён в чин контр-адмирала.
В 1790 году участвовал в Ревельском сражении, за которое получил орден Св. Владимира 2-й степени и в Выборгском сражении, за которое получил орден Св. Георгия 3-го класса и золотую шпагу с надписью «За храбрость».
2 сентября 1793 года был произведён в чин вице-адмирала, а 5 декабря того же года назначен главным командиром галерного флота и порта.
В 1795—1796 годах командовал эскадрой (12 линейных кораблей и 8 фрегатов), участвовавшей совместно с британским флотом в блокаде побережья Батавской республики. Награжден английской шпагой, украшенной бриллиантами. (Из надписи на надгробье — https://lavraspb.ru/ru/nekropol/view/item/id/901/catid/3 ).
В 1797 году во время маневров Балтийского флота у Красной Горки командовал Императорской эскадрой и за отличие был пожалован 10 июля орденом Св. Анны I степени.
9 мая 1799 года произведён в адмиралы с назначением командующим эскадрой белого флага. Командуя эскадрой в составе восьми кораблей и 4-х фрегатов летом 1800 года крейсировал у Красной Горки и 3 июля во время Высочайшего посещения судов пожалован орденом Св. Иоанна Иерусалимского большого креста с алмазными знаками. В 1801 году назначен главным командиром Кронштадтского порта. Также был главным директором Балтийского штурманского училища. 25 июля 1807 году пожалован орденом Св. Александра Невского.
В 1808 году командовал эскадрой против англо-шведской эскадры в Финском заливе. За действия в этот период был признан виновным в неосмотрительной оплошности, слабости в командовании, медлительности, так как не воспрепятствовал соединению английских кораблей со шведским флотом и удалился, «не имея причин», в Балтийский порт, потеряв корабль «Всеволод»; разжалован в рядовые на месяц. Приговор не был конфирмован Александром I, который повелел предать суд над Ханыковым забвению «во уважение прежней его службы».
Уволен в отставку в 1809 году за невыполнение высочайших предписаний.
Умер 10 (22) декабря 1813 года. Похоронен на Лазаревском кладбище Александро-Невской лавры (VIII участок некрополя XVIII века).